# Tarsocera outeniqua
Tarsocera outeniqua är en fjärilsart som beskrevs av Lajos Vári 1971. Tarsocera outeniqua ingår i släktet Tarsocera och familjen praktfjärilar. Inga underarter finns listade i Catalogue of Life.